# Seznam slovenskih harfistov
Seznam slovenskih harfistov.

## B
- Dalibor Bernatović
- Sara Briški Cirman

## C
- Jasna Corrado Merlak

## G
- Maria Gamboz Gradišnik
- Erika Gričar
- Anja Gaberc

## K
- Urška Križnik Zupan

## M
- Ula Mlakar
- Naja Mohorič

## P
- Tea Plesničar
- Jelica Pertot Portograndi
- Bronislava Prinčič

## R
- Ruda Ravnik Kosi
- Urška Rihtaršič
- Natalija Ristič
- Sofia Ristič

## S
- Katja Skrinar

## U
- Pavla Uršič

## V
- Mojca Zlobko Vajgl

## Z
- Urška Križnik Zupan

## Ž
- Tina Žerdin
- Štefica Žužek